# Estadio El Abdi
El Estadio Ben M’Hamed El Abdi (en árabe: ملعب بن محمد العبدي) más comúnmente abreviado como Estadio El Abdi, es un estadio multiusos ubicado en la ciudad de El Jadida en Marruecos. Fue inaugurado en 1941 y posee una capacidad para 15 000 espectadores. Es utilizado principalmente para partidos de fútbol y es sede del club Difaa El Jadida que disputa la Liga de Fútbol de Marruecos.
El estadio recibe el nombre en homenaje a Ben M'Hamed El Abdi, jugador emblemático del club de la ciudad, nacido en 1936 en Mazagan, ahora El Yadida, y fallecido el 4 de septiembre de 1981.
El 15 y 21 de noviembre de 2023 el estadio albergó los partidos de la Selección de fútbol de Etiopía ante Sierra Leona (0-0) y Burkina Faso (0-3) por las clasificatorias para la Copa Mundial de 2026.
En noviembre de 2024, el estadio alberga los encuentros de Champions League africana femenina.